# ديسقوريا مركبة
ديسقوريا مركبة (الاسم العلمي:Dioscorea composita) هي نوع من النباتات تتبع جنس الديسقوريا من الفصيلة الديسقورية. تم وصف هذا النوع من النبات علمياً لأول مرة من قبل وليام بوتينغ همسلي سنة 1884.